# Anabazenops
Az Anabazenops a madarak (Aves) osztályának verébalakúak (Passeriformes) rendjébe és a fazekasmadár-félék (Furnariidae) családjába tartozó nem.

## Rendszerezésük
A nemet Frédéric de Lafresnaye írta le 1841-ben, jelenleg az alábbi 2 faj tartozik ide:
- Anabazenops dorsalis
- Anabazenops fuscus

## Előfordulásuk
Dél-Amerikában, Bolívia, Brazília, Kolumbia, Ecuador és Peru területen honosak.

## Megjelenésük
Átlagos testhosszuk 19 centiméter körüli.

## Életmódjuk
Ízeltlábúakkal táplálkoznak.